# Ново Коњско
Ново Коњско (мкд. Ново Коњско) је насеље у Северној Македонији, у југоисточном делу државе. Ново Коњско је насеље у оквиру општине Ђевђелија.

## Географија
Ново Коњско је смештено у југоисточном делу Северне Македоније, близу државне границе са Грчком (3 km јужно од села). Од најближег града, Ђевђелије, село је удаљено 10 km западно.
Село Ново Коњско се налази у историјској области Бојмија. Село је у долини Коњичке реке, подно планине Кожуф, на приближно 175 метара надморске висине. 
Месна клима је измењена континентална са значајним утицајем Егејског мора (жарка лета).

## Становништво
Ново Коњско је према последњем попису из 2002. године имало 136 становника.
Већинско становништво у насељу су етнички Македонци.
Претежна вероисповест месног становништва је православље.